# BSC 1899 Offenbach
BSC 1899 Offenbach is een Duitse sportclub uit Offenbach am Main, Hessen. De club is actief in voetbal, gymnastiek, kinderturnen, rugby, volleybal, tennis en sport voor 65-plussers.

## Geschiedenis
De club werd in 1899 opgericht als Offenbacher FC 1899 als eerste club van de stad. In 1901 splitsten enkele spelers zich van de club af om Offenbacher FC Kickers op te richten. De club sloot zich aan bij de Zuid-Duitse voetbalbond en nam in 1902/03 deel aan de kwalificatie voor de eindronde, maar werd meteen voor Viktoria Aschaffenburg verslagen. 
Later nam de club de naam BSC 1899 Offenbach aan. Op 31 augustus 1922 fuseerde de club met Offenbacher FV 02 en nam zo de naam SpVgg 1899 Offenbach aan. Na twee seizoenen degradeerde de fusieclub uit de hoogste klasse. Op 9 april 1927 werd de fusie ongedaan gemaakt en gingen beide clubs weer hun eigen weg. 